# Африканская савка
Африканская савка (лат. Oxyura maccoa) — небольшая птица из семейства утиных.

## Описание
Небольшая утка длиной 48—51 см, масса 450—700 грамм. У взрослых самцов в брачном оперении голова и верхняя часть шеи чёрные, подбородок иногда сероватый. Нижняя часть шеи, верхняя часть груди, нижняя часть спины и надхвостье — ярко-каштановые, бока — светло-каштановые, нижняя часть груди и живот серебристо-серовато-коричневые. Крылья сверху серовато-коричневые с охристыми отметинами. Черноватые перья хвоста острые и узкие. Радужная оболочка коричневая, ноги шиферно-серые, клюв является кобальтово-синий. Самки и самцы вне сезона размножения напоминают самку американской савки, но чередование цветов на голове выражено слабее. Сверху они серовато-коричневые, с коричневыми и тёмно-жёлтыми отметинами, бока пепельно-коричневые, с жёлто-белыми полосками и немногочисленными отметинами. Окраска неоперённых частей как у самца в брачном оперении, но клюв становится шиферно-серым. Молодые птицы напоминают взрослую самку, но имеют более однородную окраску, менее полосатые сверху и скорее коричневые, чем сероватые на нижних частях тела.
Очень молчаливы, кроме сезона размножения, когда самцы издают трубный звук. Как и другие савки, отличается длинным хвостом, плотным телосложением и частым заныриванием, взлетает неохотно, полёт тяжёлый, низкий.

## Распространение
Обитает в Восточной Африке от Эритреи, горных районов Эфиопии и Кении до восточного Заира и Уганды и в южной Африке от Родезии и юга Ботсваны до Мыса Доброй Надежды.
Численность 9 000—11 800 взрослых птиц.

## Образ жизни
Гнездится на относительно глубоких пресных водоёмах с развитой надводной растительностью (Phragmites, Typha и др.) как в естественных, так и созданных человеком (водохранилища и накопителях сточных вод). Обязательно наличие открытых участков воды. Вне сезона размножения отмечается на разнообразных больших и маленьких водоёмах, постоянных или пересыхающих, пресных, солёных или щелочных, которые могут быть совсем без надводной растительности.

### Питание
Питаются, заныривая на 15—22 сек. Рацион состоит из мелких беспозвоночных, включая дафний, остракод, брюхоногих моллюсков и личинок хирономид, вегетативных частей, семян и корневищ водных растений.

### Размножение
Период гнездования растянут в Южной Африке с июня по апрель (пик с сентября по декабрь), в центральных и северо-западных участках ареал размножается круглый год. Самки строят гнёзда среди стеблей рогоза или других крупных околоводных растений, изредка — на суше под защитой кустов. Гнездо представляет собой глубокую шаровидную чашу. Иногда использует гнёзда хохлатой лысухи Fulica cristata. Самцы — полигамы, защищают определённую территорию от других самцов. Одновременно на территории самца может гнездиться несколько самок на расстоянии до 20 м друг от друга. Самцы не принимают участия в насиживании или в уходе за выводком. Размер кладки обычно 5—6 (до 12) яиц, кладки с более чем 8 яйцами сформированы несколькими самками. Яйца шероховатые, синевато-белые, размером приблизительно 68×50 мм, массой 96 г. Насиживает только самка 25—27 дней. О птенцах заботится не дольше нескольких недель, они рано становятся полностью самостоятельными. Сроки полного оперения не установлены.

## Охрана
Несмотря на то, что этот малоизученный вид в целом находится в относительной безопасности, численность и размещение его в последние десятилетия несколько сократились. Он может в будущем попасть в категорию глобально редких. К основным угрозам для неё относят гибель в рыболовных сетях, осушение водно-болотных угодий, загрязнение водоёмов, чрезмерное зарастание мест обитания интродуцированными растениям, изменение уровня воды, беспокойство во время гнездования, целенаправленный сбор яиц. Некоторое значение может иметь также охота и вселение рыб, использующих сходные кормовые ресурсы.